# Scandinavian Unexceptionalism (libro)
Inexcepcionalismo Escandinavo: la Cultura, los Mercados y el Fracaso de la Tercera vía al Socialismo (2015, ISBN 978-0-255-36705-9) es un libro del autor kurdo-sueco y científico Nima Sanandaji, promoviendo la idea de que las normas y los mercados libres pueden explicar el éxito económico y social de los países escandinavos, en lugar de los grandes estados de bienestar. El libro fue publicado el 23 de junio de 2015 por el think tank Británico Instituto de Asuntos Económicos, y fue lanzado también en Estocolmo, en cooperación con think tank Timbro. El prólogo está escrito por escritor libertario estadounidense Tom Palmer.

## Sinopsis
En el libro, Sanandaji argumenta que, en particular, la izquierda elogió a los países escandinavos por sus altos niveles de provisión de bienestar y admirables resultados sociales. Aunque es cierto que los países escandinavos tienen éxito, el autor argumenta que este éxito es anterior al estado de bienestar. Según Sanandaji, los escandinavos tuvieron éxito al combinar una cultura con un fuerte énfasis en la responsabilidad individual con la libertad económica. Esto también puede explicar por qué los estadounidenses escandinavos, que viven fuera de los estados de bienestar nórdicos, tienen bajos niveles de pobreza y altos niveles de prosperidad.

## Contenido
Prefacio
1. Comprender el éxito nórdico
2. La historia de éxito del mercado libre escandinavo
3. El fracaso de las políticas de terceros
4. Creación de empleo durante el mercado libre y períodos de terceros
5. Ocultar el aumento de los impuestos
6. Resultados sociales admirables y bajos niveles de desigualdad ante los grandes estados de bienestar
7. Éxito de los descendientes escandinavos en los Estados Unidos
8. Dependencia del bienestar
9. El estado de bienestar - pobreza social y
10. Noruega vs Suecia - un experimento natural en
11. El estado de bienestar y el fracaso de
12. Los estados de bienestar y el éxito de las mujeres
13. Las estrellas del rock de la recuperación del mercado libre
14. Inexceptionalismo escandinavo

    Glosario, Bibliografía Selecta, Agradecimientos, Índice

## Recepción
Ian Allison en International Business Times escribe que el libro muestra que "muchos aspectos deseables de las sociedades escandinavas, como la baja desigualdad de ingresos, los bajos niveles de pobreza y el alto crecimiento económico eran anteriores al desarrollo de un estado de bienestar generoso".
El economista estadounidense Tyler Cowen escribió que el libro "tiene muchos puntos de interés", citando un párrafo sobre el éxito de los migrantes escandinavos a los Estados Unidos.
Allister Heath, editor adjunto de The Daily Telegraph, escribió que el libro muestra cómo la "notable ética de trabajo" de los escandinavos ha sido erosionada por los grandes estados de bienestar a través del tiempo.
Gabriel Sahlgren, un economista sueco, escribió que el libro se niega a mostrar que el "desarrollo del estado de bienestar más pequeño antes de la gran expansión desde la década de 1960 en adelante" fue importante para el desarrollo en Escandinavia.
El libro ha recibido atención internacional, principalmente a través de varios think tanks del mercado libre. Apareció como el artículo de portada del periódico en lengua francesa L'AGEFI, publicado en Suiza. Rich Lowry en el New York Post escribió: "Hay un par de cosas que funcionan mal en el romance de la izquierda con estos países, como lo señala el analista sueco Nima Sanandaji en una reciente monografía. No aprecia por completo las fuentes del éxito nórdico, o cómo Escandinavia se ha alejado del socialismo tan atractivo para sus admiradores internacionales ". Jeff Jacoby comentó en el Boston Globe: "En este nuevo libro penetrante publicado por el Instituto de Asuntos Económicos, Sanandaji muestra que la "prosperidad" de las naciones nórdicas se desarrolló durante períodos caracterizados por políticas de libre mercado, impuestos bajos o moderados y participación limitada del estado en la economía ".